# 自陈量表
自陈量表是一种心理測驗，测试者要填寫問卷調查，而且此類問卷調查提到的問題與个人兴趣、价值观、醫學徵象、行為以及人格類型有關。自陈量表要求答題者做出符合自己实际情况的回答，而且自陈量表没有客观正确的答案。大多数自陈量表都很简短，答題者可以在5到15分钟内完成答題，但有些自陳量表（例如明尼苏达多项人格问卷）可能需要几个小时才能完全完成。